# ТВ Студентски град
ТВ Студентски град је студентска телевизија. Налази се у 2ф блоку студенског дома Студентски град у Београду, и свој програм емитује у интерном кабловском систему који покрива сва 4 блока Студентског града. То је једина студентска телевизија на Балкану.

## Програм
Програм ТВ Студентски град је пре свега намењен студентима. Ауторски програм ове телевизије се емитује у вечерњим сатима. Емисије су углавном информативног и забавног типа. Информативне емисије се углавном баве новитетима и текућим питањима студенског и академског живота. Забавне емисије имају за циљ анимирање студената и њихово укључивање у живот Студентског града. Остатак програма је углавном попуњен музичким садржајем са сервисним обавештењима.
 У склопу се налази и центар за разглас Студентског града, на коме се такође поред музике могу чути обавештења о текућим дешавањима у Студентском граду.

## Историјат
ТВ Студентски град је природни наследник Радија Студентски град, који је почео да ради још 1950-их година. Радио Студентски град, оставио је неизбрисив траг током првих великих протеста студената у Титовој Југославији, позивајући тадашње станаре овог дома на заједнички протест 1968. године. 
На радију су своје каријере започели многи касније веома познати људи, како новинари тако и људи из других области друштвеног живота. Међу најпознатијима су Милоје Орловић (познати водитељ) и Милорад Додик (премијер Републике Српске).